# Đấu tranh bạo lực

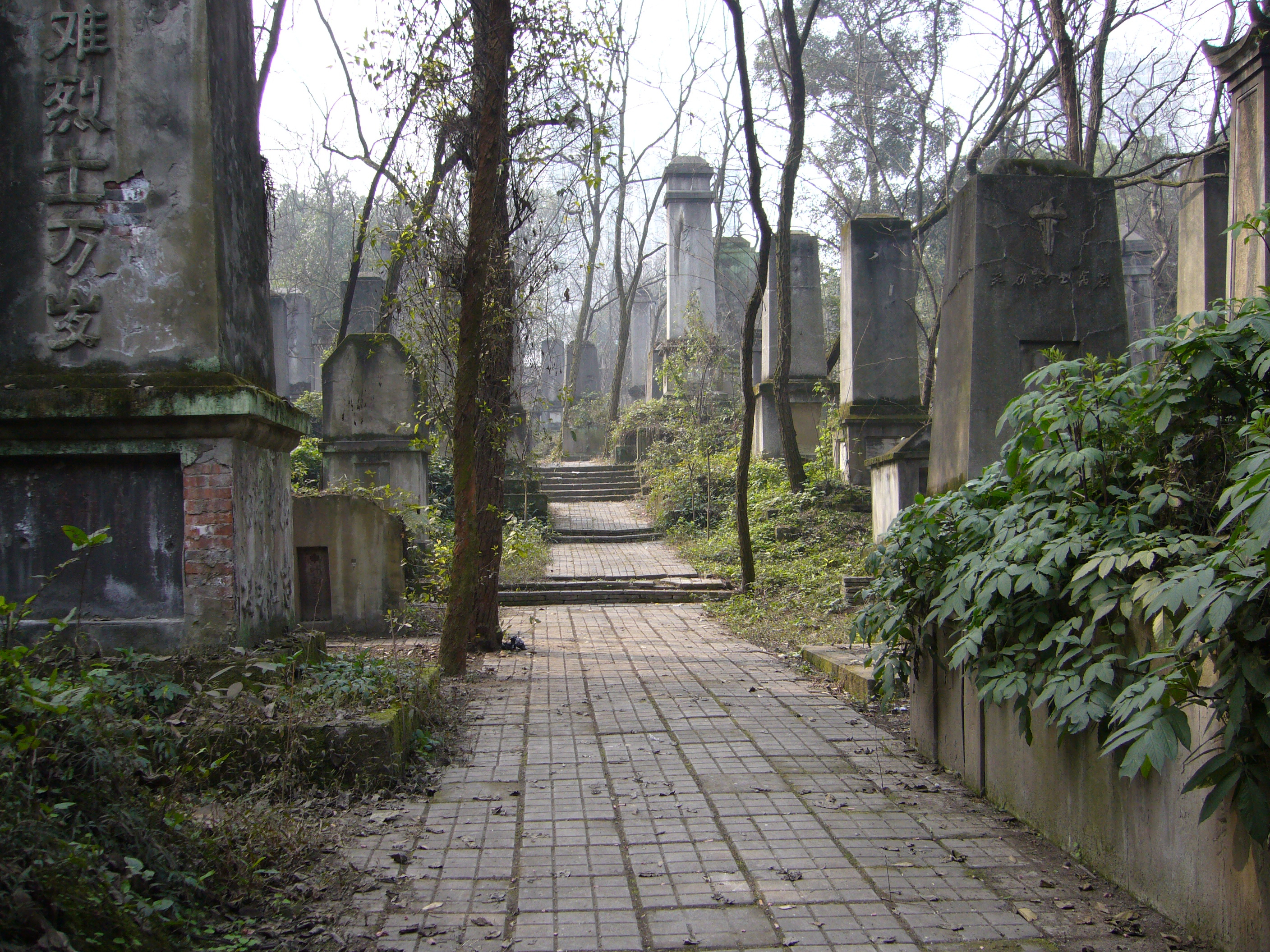
Nghĩa trang Cách mạng Văn hóa ở Trùng Khánh, Trung Quốc. Ít nhất 1.700 người thiệt mạng trong cuộc xung đột phe phái bạo lực ở Trùng Khánh, với 400–500 người trong số họ được chôn cất tại nghĩa trang này.

Đấu tranh bạo lực (giản thể: 武斗; phồn thể: 武鬥; Hán-Việt: Võ đấu; bính âm: wǔdòu), đề cập đến những xung đột bạo lực giữa các phe phái khác nhau (chủ yếu là Hồng vệ binh và "phái tạo phản" bao gồm hầu hết là sinh viên và công nhân) trong thời kỳ Cách mạng Văn hóa (1966–1976) ở Cộng hòa Nhân dân Trung Hoa. Các xung đột phe phái bắt đầu ở Thượng Hải và Trùng Khánh vào tháng 12 năm 1966, sau đó lan sang các khu vực khác của Trung Quốc vào năm 1967, đẩy cả nước rơi vào tình trạng nội chiến. Hầu hết các cuộc đấu tranh bạo lực diễn ra sau khi các nhóm tạo phản giành được quyền lực và dần dần vượt khỏi tầm kiểm soát vào năm 1968, buộc Ban Chấp hành Trung ương Đảng Cộng sản Trung Quốc cũng như chính phủ phải thực hiện nhiều biện pháp can thiệp vào mùa hè năm 1968.
Trong phần lớn vũ khí chiến đấu, các nhóm tạo phản có được thông qua những cuộc đột kích vào các kho vũ khí hoặc được hỗ trợ trực tiếp từ các cơ sở quân sự địa phương. Vũ khí được sử dụng trong xung đột vũ trang bao gồm khoảng 18,77 triệu khẩu súng (một số người nói là 1,877 triệu), 2,72 triệu quả lựu đạn, 14.828 khẩu đại bác, hàng triệu loại đạn dược khác và thậm chí cả xe bọc thép và xe tăng. Giới nghiên cứu đã chỉ ra rằng số người chết trong các cuộc đấu tranh bạo lực dao động từ 300 nghìn đến 500 nghìn, trong khi một số tài liệu của Đảng Cộng sản Trung Quốc tiết lộ rằng 237.000 người đã thiệt mạng và 7.030.000 người khác bị thương hoặc tàn tật vĩnh viễn. Những cuộc đấu tranh bạo lực nổi bật bao gồm các trận hỗn chiến ở Trùng Khánh, Tứ Xuyên và Từ Châu.

### Nguồn gốc

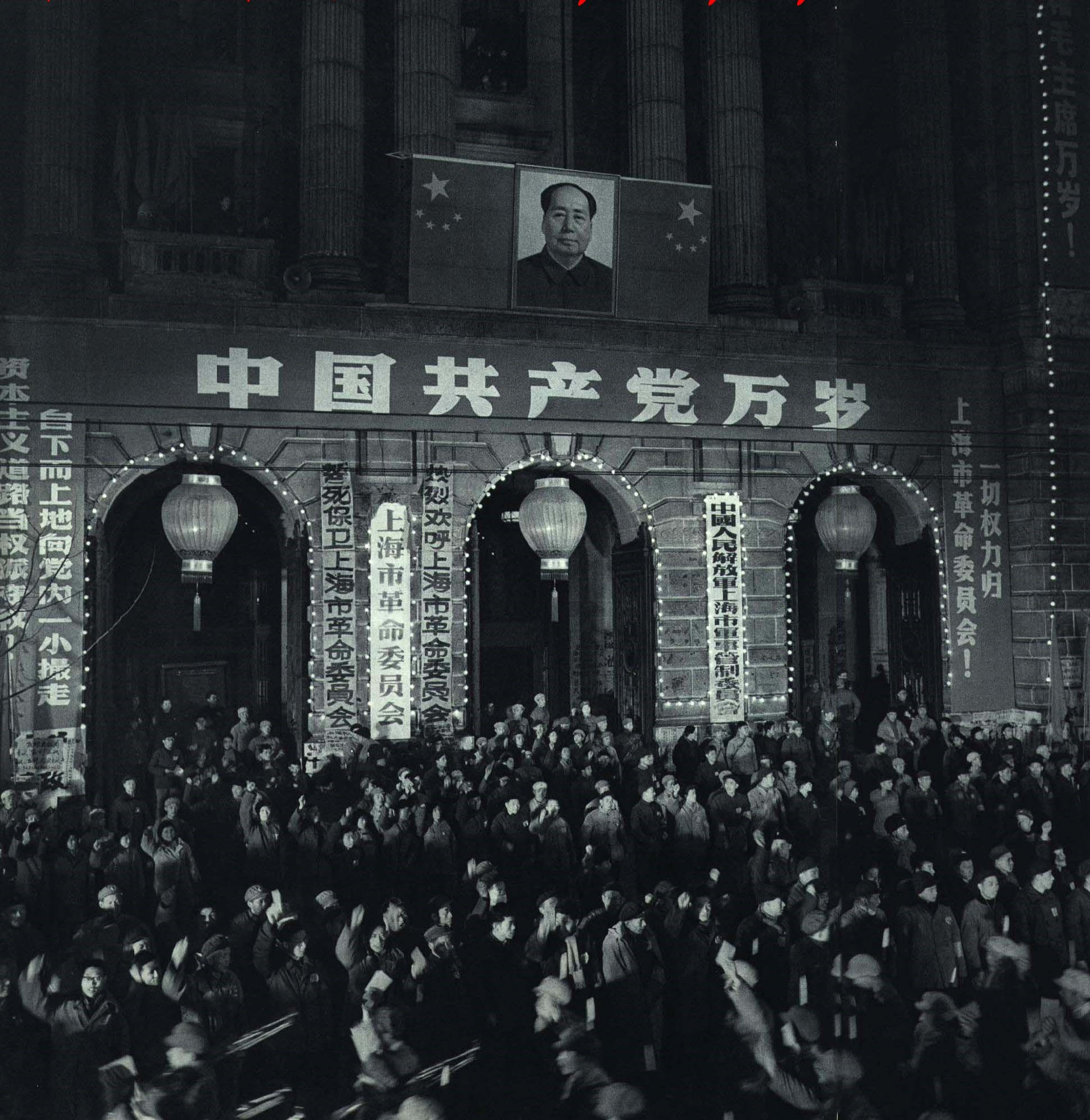
Thành lập Ủy ban Cách mạng Thượng Hải năm 1967

### Leo thang và đỉnh điểm

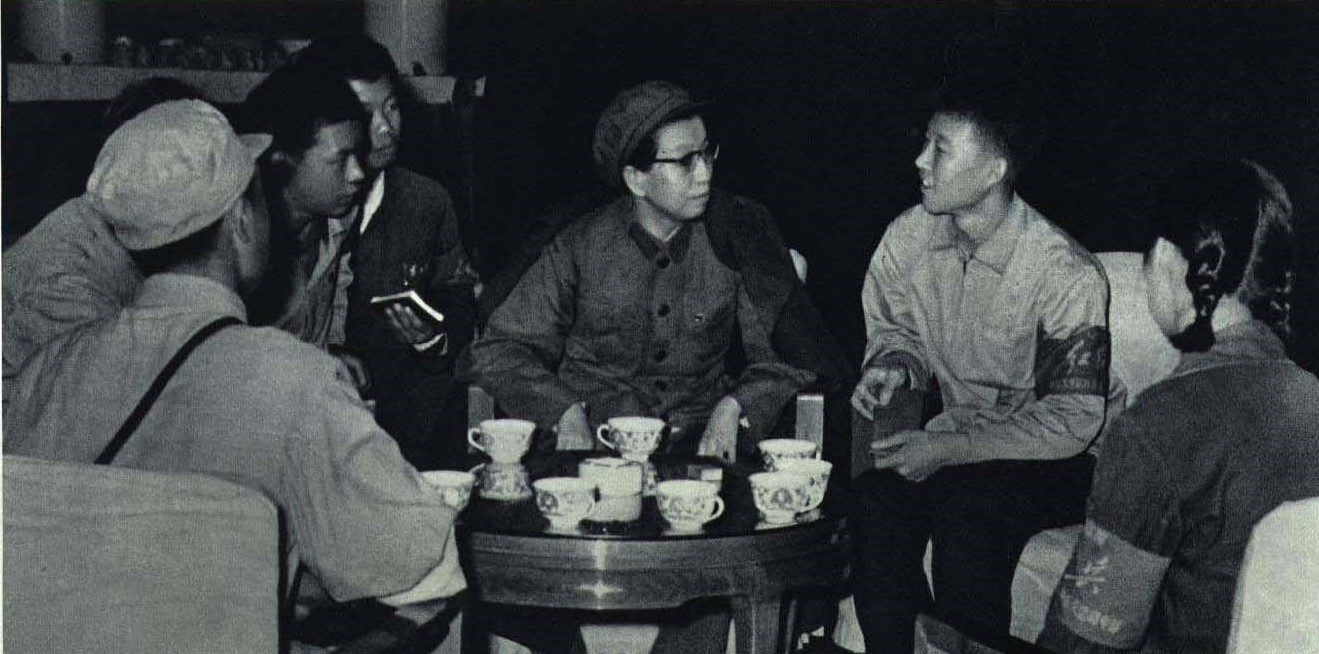
Giang Thanh, vợ Mao Trạch Đông lúc bấy giờ, trò chuyện với Hồng vệ binh (tháng 8/1967).

## Lịch sử